# Tzigane
Tzigane Op. 76 è una composizione rapsodica per violino e pianoforte scritta dal compositore francese Maurice Ravel tra il 1922 e il 1924. L'opera fu scritta come omaggio alla violinista ungherese Jelly d'Arányi, nipote del celebre virtuoso di violino Joseph Joachim.

## Storia
La strumentazione originale era per violino e pianoforte (con accessorio luthéal opzionale). La prima esibizione ebbe luogo a Londra il 26 aprile 1924 con la dedicataria al violino e con Henri Gil-Marchex al pianoforte (con il luthéal).
Ai tempi di Ravel il luthéal era un nuovo accessorio per il pianoforte (brevettato per la prima volta nel 1919) con diversi registri di timbrici che potevano essere attivati tirando i fermi sopra la tastiera. Uno di questi registri aveva un suono simile a un cimbalom, che ben si adattava all'idea zingaresca della composizione. La partitura originale di Tzigane prevedeva le istruzioni per questi cambi di registro durante l'esecuzione. Il luthéal, tuttavia, non divenne mai uno strumento permanente. Alla fine del XX secolo la prima stampa dell'accompagnamento con il luthéal era ancora disponibile presso gli editori, ma a quel punto l'accessorio era scomparso da tempo.
Ravel presto orchestrò la parte pianistica e la versione per violino e orchestra fu eseguita per la prima volta ad Amsterdam il 19 ottobre 1924, con Pierre Monteux alla guida del Concertgebouw e Samuel Dushkin solista. Il 30 novembre 1924 la prima di Parigi presentò Jelly d'Arányi e l'Orchestre Colonne sotto la direzione di Gabriel Pierné. La prima esecuzione della versione con pianoforte senza luthéal fu di Robert Soetens nel 1925.
Il nome dell'opera deriva dal generico termine europeo per "zingaro" (in francese: gitan, tsigane o tzigane anziché il cigány ungherese) sebbene non utilizzi autentiche melodie zingaresche. Si noti che ai tempi di Ravel a Parigi zingaro/gitano/tsigane/tzigane non si riferiva molto al popolo rom (zingari) in senso stretto: lo stile "zingaro" dell'opera era piuttosto una specie di esotismo musicale popolare, paragonabile a l'esotismo Spagnolo ai tempi di Wagner (confronta España di Emmanuel Chabrier) o l'esotismo dei Giannizzeri ai tempi di Mozart (Rondo alla Turca).
La composizione è in un movimento, con una durata approssimativa di dieci minuti. Sebbene a volte il compositore sembri  inseguire un linguaggio impressionista, Tzigane dimostra chiaramente la capacità di Ravel di imitare il tardo stile romantico dell'artisticità violinistica promossa da compositori-virtuosi come Paganini e Sarasate.